# SeaWorld

Logo

SeaWorld ist eine Kette von Meeres-Themenparks mit Einrichtungen in Orlando (Lage), San Diego (Lage), San Antonio (Lage) in den Vereinigten Staaten und in Abu Dhabi(Lage). Die Parks sind eine Mischung aus Delfinarium (mit Seelöwen, Eisbären, Seekühen, Pinguinen, Delfinen und Walen) und Vergnügungspark. SeaWorld betreibt außerdem Aufzuchtprogramme, um gefährdete Arten vor dem Aussterben zu bewahren.
Die Freizeitparks gehören zu SeaWorld Parks & Entertainment, einem Tochterunternehmen der Blackstone Group.
Mit rund 4,64 Millionen Besuchern (Platz 10) zählte SeaWorld Orlando im Jahr 2019 zu den 10 meistbesuchten Vergnügungsparks Nordamerikas. SeaWorld San Diego folgt mit rund 3,74 Millionen Besuchern auf Platz 14.
Hauptattraktion ist die tägliche Liveshow mit den Orcas (den Großen Schwertwalen). Seit 2006 gab es eine Show mit dem Namen Believe, in der die Faszination dieser Tieren dem Publikum nähergebracht werden soll. Sie löste die Show The Shamu Adventure ab. 2011 hatte die neue Show OneOcean Premiere. Seit 2017 wird in SeaWorld San Diego die Show Orca Encounter gezeigt. Sie enthält weniger Showelemente, weniger Musik, dafür aber viele Informationen über Orcas. Seit 2020 wird Orca Encounter auch in den anderen beiden Parks gezeigt.
Im März 2016 gab SeaWorld bekannt, dass zukünftig keine Orcas mehr gezüchtet oder in der Wildnis gefangen werden sollen. Die 29 derzeit noch in den Parks lebenden, zwischen einem und 51 Jahre alten Tiere sollen nicht ausgesetzt werden, da sie laut SeaWorld keine Überlebenschancen hätten. Als Grund für die Maßnahme gab Seaworld die anhaltende Kritik und gesellschaftliche Veränderungen an. Außerdem wurde angekündigt, dass die Shows mittelfristig zugunsten einer Haltung, die es erlaubt das natürliche Verhalten der Tiere zu beobachten, abgelöst werden.

## Geschichte
Der erste SeaWorld-Park in San Diego wurde 1964 von vier Absolventen der University of California gegründet. Die ursprüngliche Idee, ein Unterwasserrestaurant mit zugehöriger Meerestiershow zu bauen, wurde zu einem Themenpark mit Meerestieren ausgebaut. Zur Eröffnung am 21. März 1964 gab es zunächst nur einige Delfine, Seelöwen und wenige andere Tiere. Der Park war von Anfang an sehr erfolgreich und wurde nach und nach weiter vergrößert. Ende der 1960er Jahre war er weltweit der erste Park, der Orcas zeigen konnte.
Am 5. März 2007 gab SeaWorld Orlando bekannt, nach Discovery Cove mit Aquatica einen weiteren Abenteuer- und Meerespark in Orlando zu eröffnen.
Am 24. Februar 2010 starb Trainerin Dawn Brancheau (40) bei einem Zwischenfall mit dem Wal Tilikum.
2012 sollte ein weiterer Park in Dubai, (VAE) eröffnet werden, das Projekt wurde jedoch aus finanziellen Gründen nicht realisiert.
In Zusammenarbeit mit Miral wurde in Abu Dhabi an einem neuen Park gearbeitet. Die Eröffnung fand 2023 statt. Es ist der erste SeaWorld Park ohne Orcas. Teil der Einrichtung ist auch die erste Rettungs- und Rehabilitationsstation für Meerestiere der Vereinigten Arabischen Emirate.

## Tiere

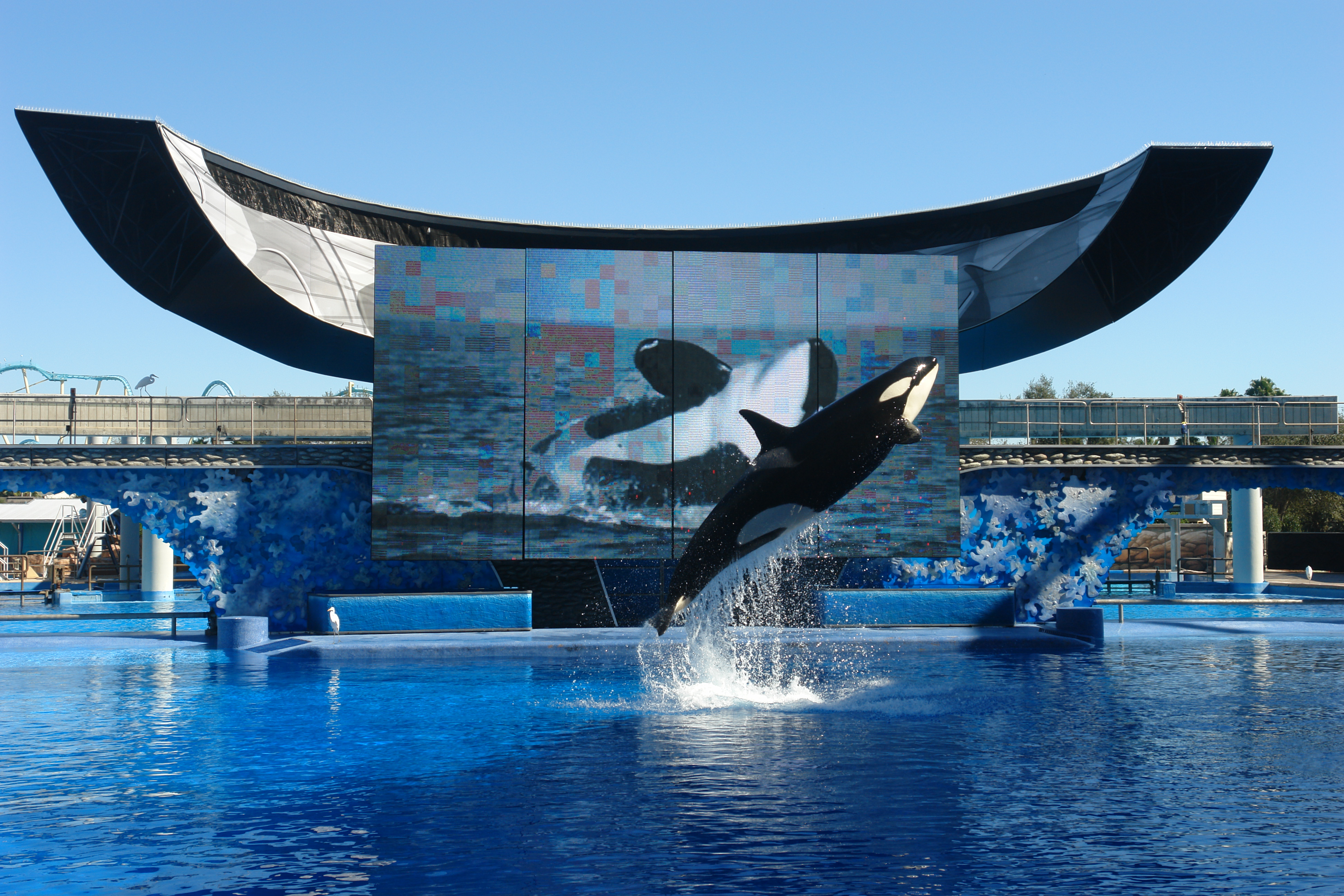
Takara im Shamu Stadion Orlando in der Show Believe

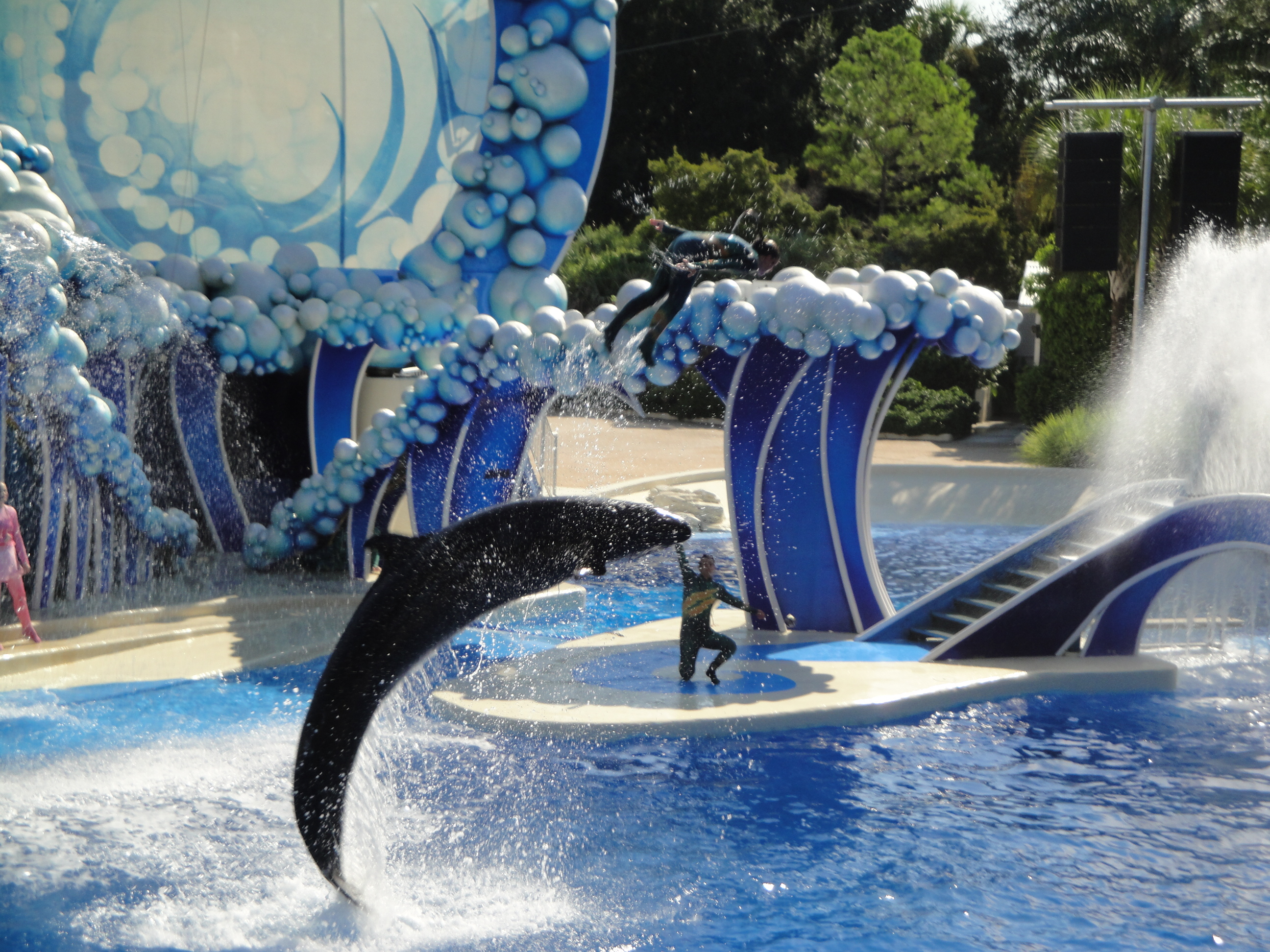
Sea World Show: Blue Horizons (Whale & Dolphin Theater)

SeaWorld hält in seinen drei US-amerikanischen Aquarien insgesamt 18 Orcas (Stand: 28. September 2022). Der erste Orca, den SeaWorld in den 1960er Jahren in San Diego bekam, hieß Shamu. Heute werden in den Shows die erwachsenen Orcas Shamu genannt, obwohl sie einen eigenen Namen haben.
Zwei der 20 in den SeaWorld-Parks gehaltenen Orcas sind noch Wildfänge, die in den 1970er und den 1980er Jahren vor Island gefangen wurden. Corky (II) ist ein Wildfang, der 1969 vor British Columbia gefangen wurde.
Vier der in den SeaWorld-Parks geborenen Orcas leben im OrcaOcean des Loro Parque auf Teneriffa, der am 13. Februar 2006 eröffnete. Diese haben sich mittlerweile bereits zweimal vermehrt. Außerdem wurde das Orcaweibchen Morgan im November 2013 aus den Niederlanden überführt. Diese Tiere stehen inzwischen nicht mehr im Eigentum von SeaWorld.
Ein weiterer SeaWorld-Orca aus Florida, Ikaika, wurde am 18. November 2006 vorübergehend dem Marineland in Niagara Falls (Kanada) zur Verfügung gestellt. Er lebte dort zusammen mit Kiska in der Friendship Cove, bis er am 13. November 2011 nach SeaWorld San Diego transportiert wurde.
| Orcas in San Diego                                                                                      | Orcas in San Antonio                       | Orcas in Orlando                                          |
| --- | ------------------------------------------ | --------------------------------------------------------- |
| - Corky (II) (Wildfang 1969) - Ulises (Wildfang 1980) - Orkid - Keet - Kalia - Ikaika - Shouka - Makani | - Kyuquot - Tuar - Takara - Sakari - Kamea | - Katina (Wildfang 1978) - Trua - Nalani - Malia - Makaio |

weitere Wale 2022:
- Große Tümmler: 42 (Orlando), 49 (San Diego), 18 (San Antonio), 44 (Discovery Cove) (insgesamt 153)
- Kurzflossen-Grindwal: 4 (gerettete Tiere aufgenommen)
- Commerson-Delfine: 3
- Weißstreifendelfine: 8
- Weißwale: 17[8]
- einige Delfine, die SeaWorld gehören, aber im Moment in anderen Parks leben

## Achterbahnen

### SeaWorld Orlando
| Name                         | Typ                                  | Hersteller           | Eröffnungsjahr | Bemerkungen | Weblinks |
| ---------------------------- | ------------------------------------ | -------------------- | -------------- | --- | -------- |
| Ice Breaker                  | Launched Coaster                     | Premier Rides        | 2021           | |          |
| Journey to Atlantis          | Wasserachterbahn                     | Mack Rides           | 1998           | War die erste Wasserachterbahn des Herstellers. |          |
| Kraken                       | Floorless Coaster                    | Bolliger & Mabillard | 2000           | |          |
| Mako                         | Hyper Coaster                        | Bolliger & Mabillard | 2016           | War zum Zeitpunkt ihrer Eröffnung die schnellste Achterbahn Floridas. Seit 2022 hat die Achterbahn Iron Gwazi in Busch Gardens Tampa den Rekord inne. |          |
| Manta                        | Flying Coaster                       | Bolliger & Mabillard | 2009           | Ist bis heute (Stand November 2023) der einzige Flying Coaster in Florida.                                                                            |          |
| Penguin Trek                 | Familienachterbahn, Launched Coaster | Bolliger & Mabillard | 2024           | |          |
| Pipeline the Surf Coaster    | Stand-Up Coaster                     | Bolliger & Mabillard | 2023           | Ist bis heute (Stand November 2023) der einzige Stand-Up Coaster in Florida.                                                                          |          |
| Super Grover’s Box Car Derby | Familienachterbahn                   | Zierer Rides         | 2006           | Ist bis heute (Stand November 2023) die einzige Auslieferung des Modells Force Three.                                                                 |          |

### SeaWorld San Antonio
| Name                             | Typ                              | Hersteller                   | Eröffnungsjahr | Weblinks |
| -------------------------------- | -------------------------------- | ---------------------------- | -------------- | -------- |
| Beach Rescue Racer               | Launched Coaster                 | Zierer Rides                 | 2025 (im Bau)  |          |
| Great White                      | Inverted Coaster                 | Bolliger & Mabillard         | 1997           |          |
| Journey to Atlantis              | Wasserachterbahn                 | Mack Rides                   | 2007           |          |
| Steel Eel                        | Stahlachterbahn ohne Inversionen | D. H. Morgan Manufacturing   | 1999           |          |
| Texas Stingray                   | Holzachterbahn, Hybrid Coaster   | Great Coasters International | 2020           |          |
| Wave Breaker: The Rescue Coaster | Launched Coaster                 | Intamin                      | 2017           |          |

#### Ehemalige Achterbahnen
| Name                        | Typ              | Hersteller   | Eröffnungsjahr | Schließungsjahr | Bemerkungen                                                                | Weblinks |
| --------------------------- | ---------------- | ------------ | -------------- | --------------- | -------------------------------------------------------------------------- | -------- |
| Super Grovers Box Car Derby | Kinderachterbahn | Zierer Rides | 2004           | 2024            | Fuhr bis 2018 unter dem Namen Shamu Express und ist seit 2024 eingelagert. |          |

### SeaWorld San Diego
| Name                | Typ                       | Hersteller           | Eröffnungsjahr | Schließungsjahr | Bemerkungen | Weblinks |
| ------------------- | ------------------------- | -------------------- | -------------- | --------------- | --- | -------- |
| Arctic Rescue       | Launched Coaster          | Intamin              | 2023           |                 | |          |
| Electric Eel        | Launched Coaster          | Premier Rides        | 2018           |                 | |          |
| Emperor             | Dive Coaster              | Bolliger & Mabillard | 2021           |                 | Der Name bezieht sich auf Kaiserpinguine (engl. Emperor penguin). |          |
| Journey to Atlantis | Wasserachterbahn          | Mack Rides           | 2004           |                 | |          |
| Manta               | Launched Coaster          | Mack Rides           | 2012           |                 | |          |
| Tidal Twister       | Powered Coaster (Skywarp) | Skyline Attractions  | 2019           | 2023            | Die einzige noch existierende Anlage vom Typ Skywarp. Die einzige weitere Auslieferung, Harley Quinn Crazy Coaster in Six Flags Discovery Kingdom, wurde 2019 nach nur einem Jahr Betrieb wieder geschlossen. |          |

### SeaWorld Yas Island
| Name      | Typ              | Hersteller | Eröffnungsjahr | Weblinks |
| --------- | ---------------- | ---------- | -------------- | -------- |
| Eel Racer | Junior Coaster   | Zamperla   | 2023           |          |
| Manta     | Launched Coaster | Intamin    | 2023           |          |

## Galerie

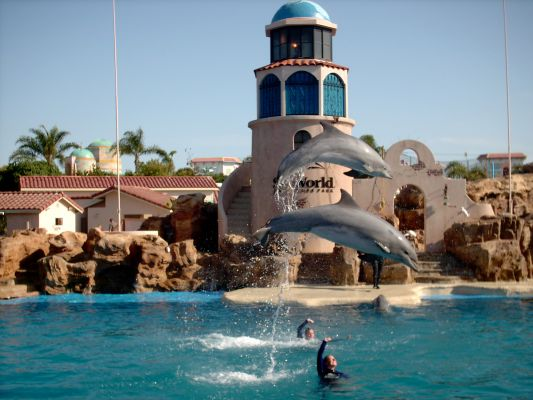
Delfinshow
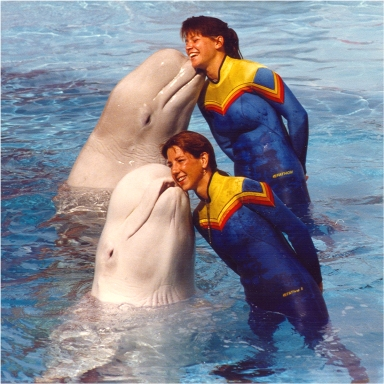
Weißwalshow
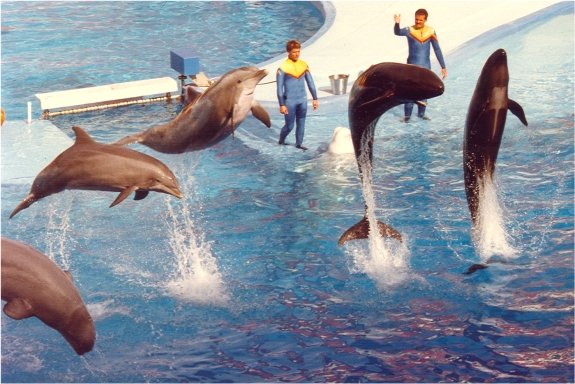
Delfinshow
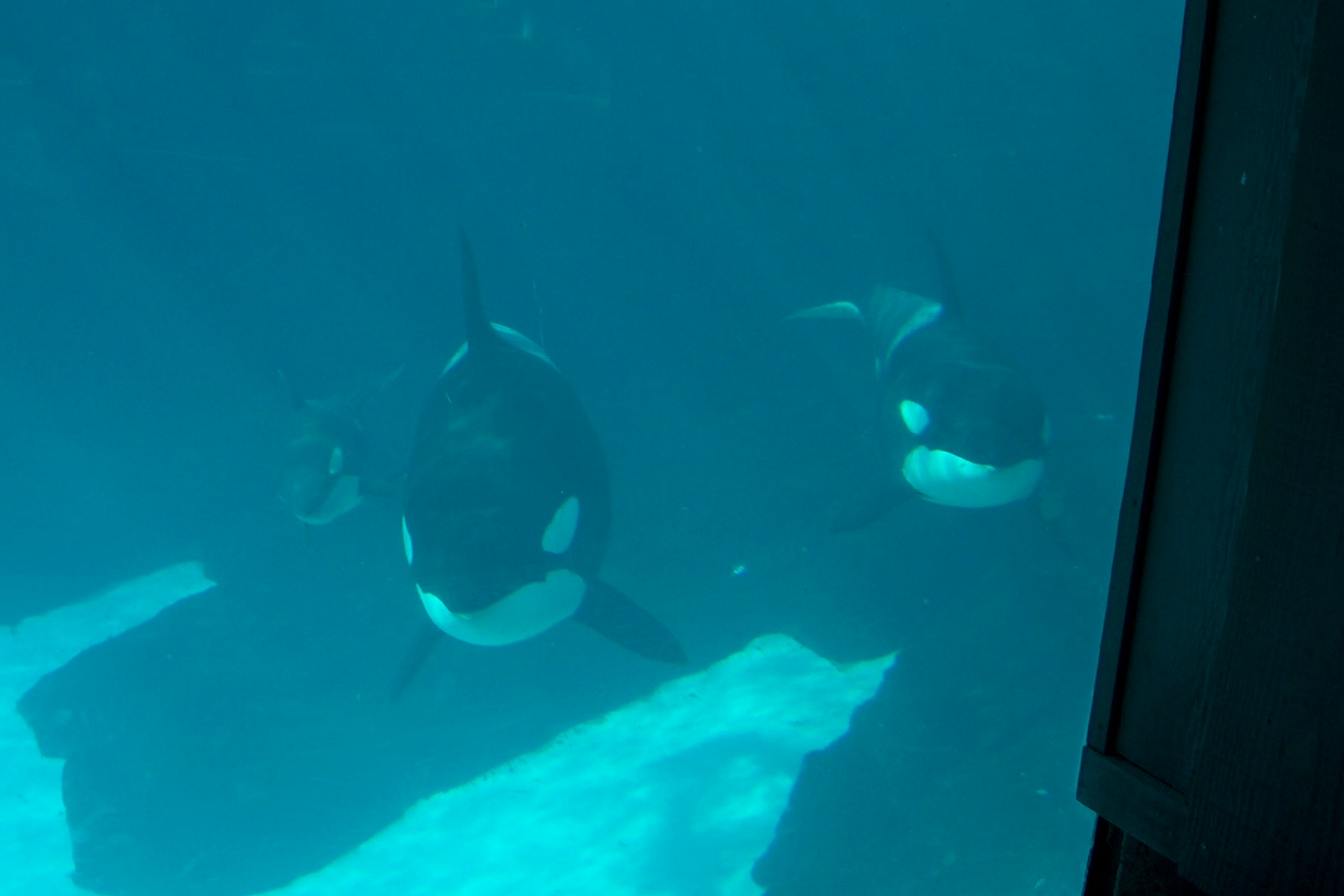
Kasatka mit Nakai (rechts) und Kalia (links) in Kalifornien
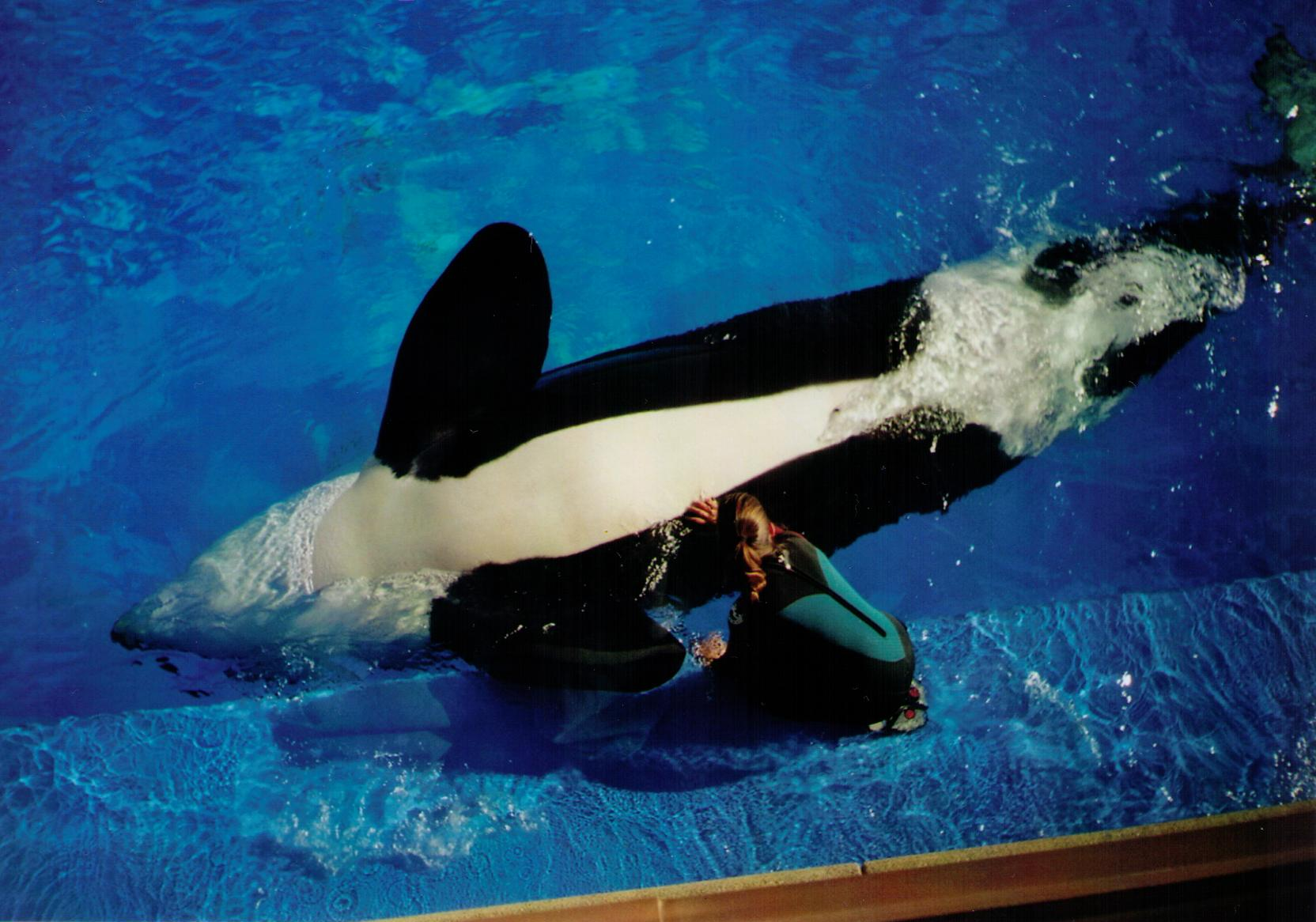
Schwertwalshow
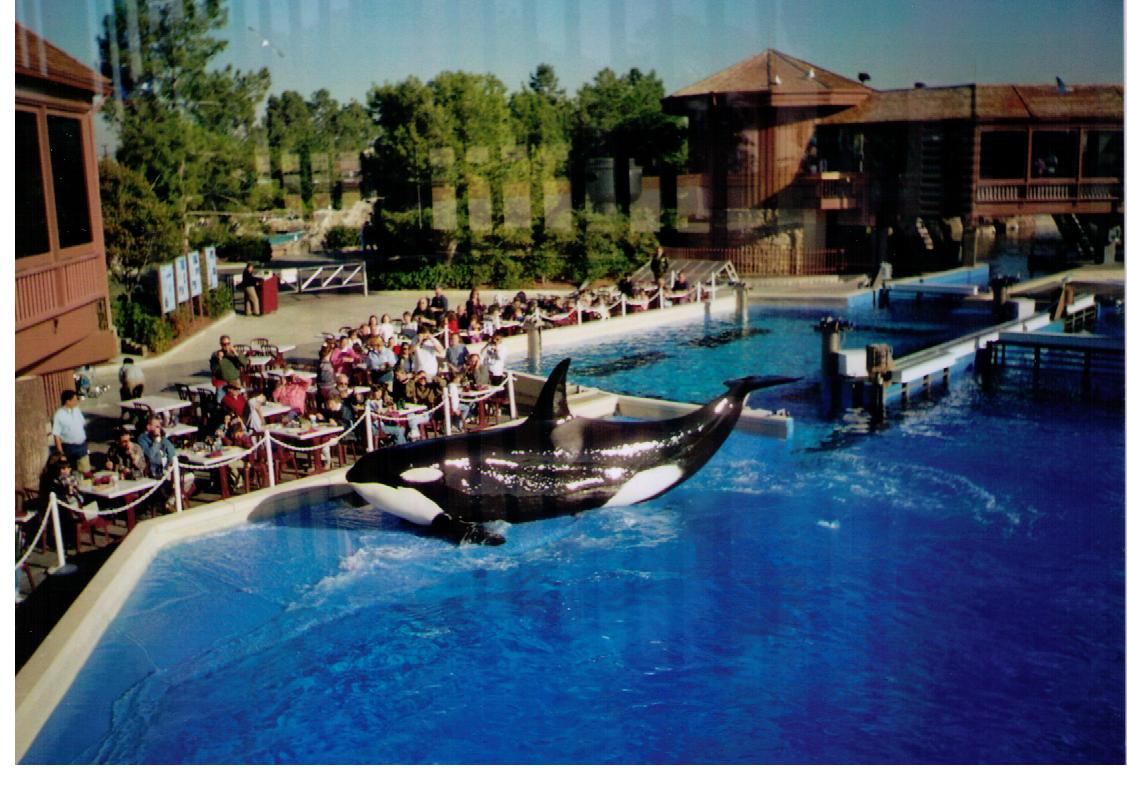
Schwertwalshow
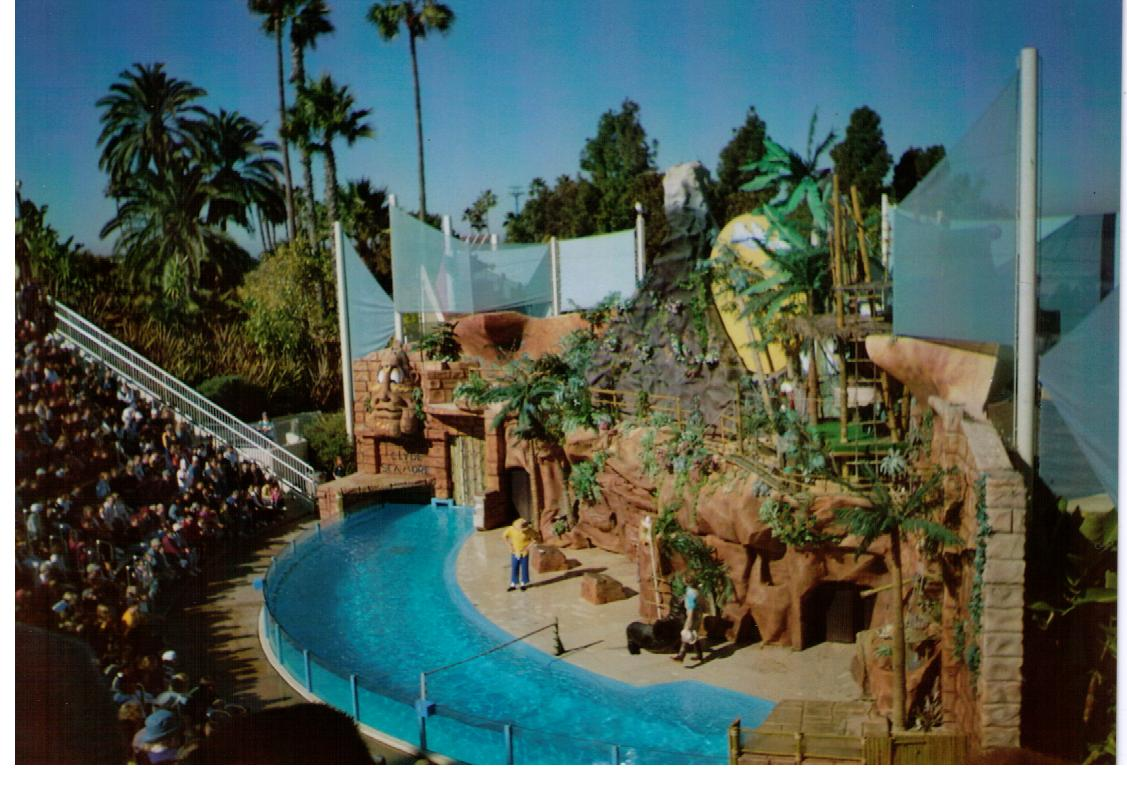
Seelöwenshow
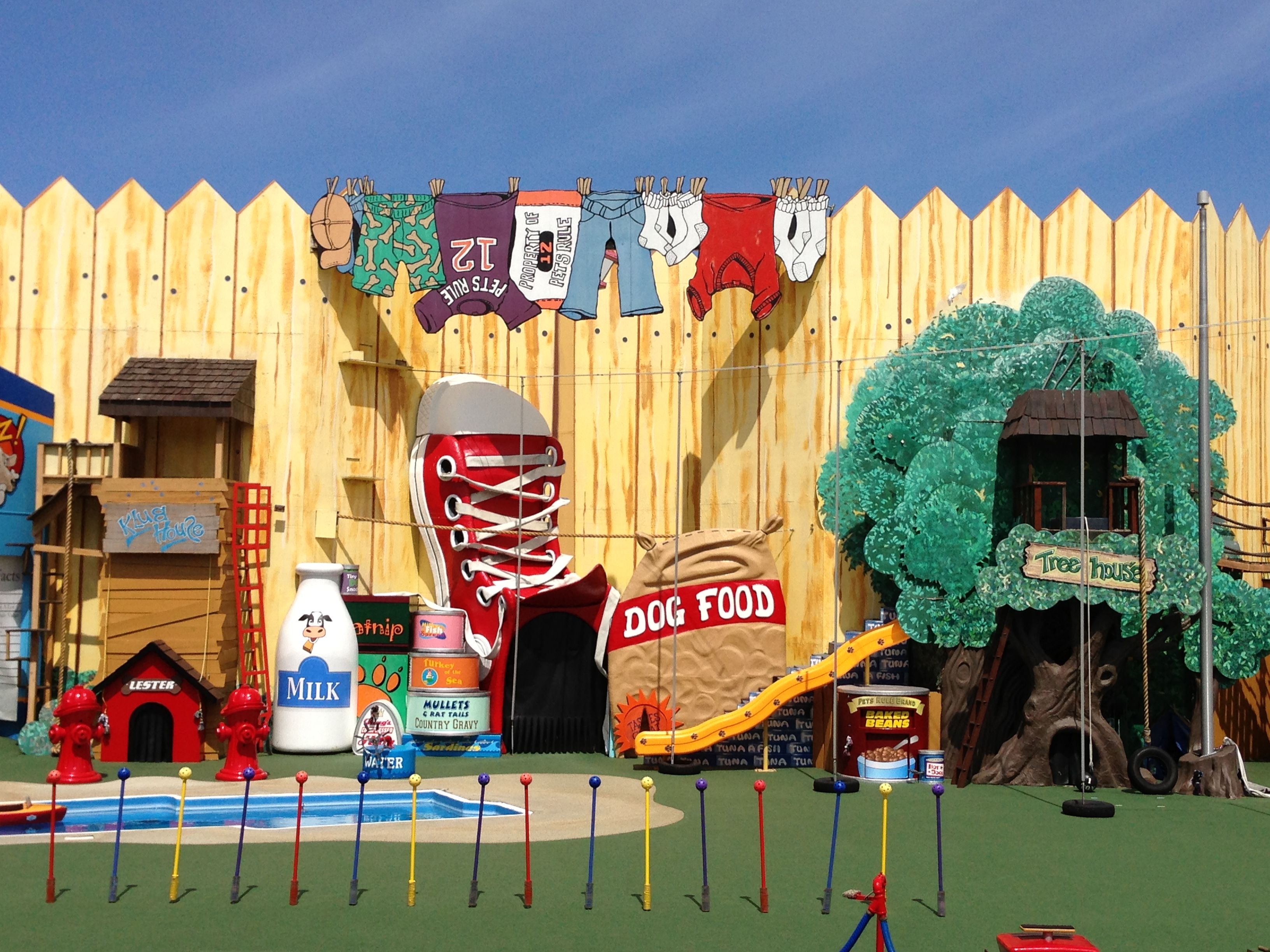
Tiershow
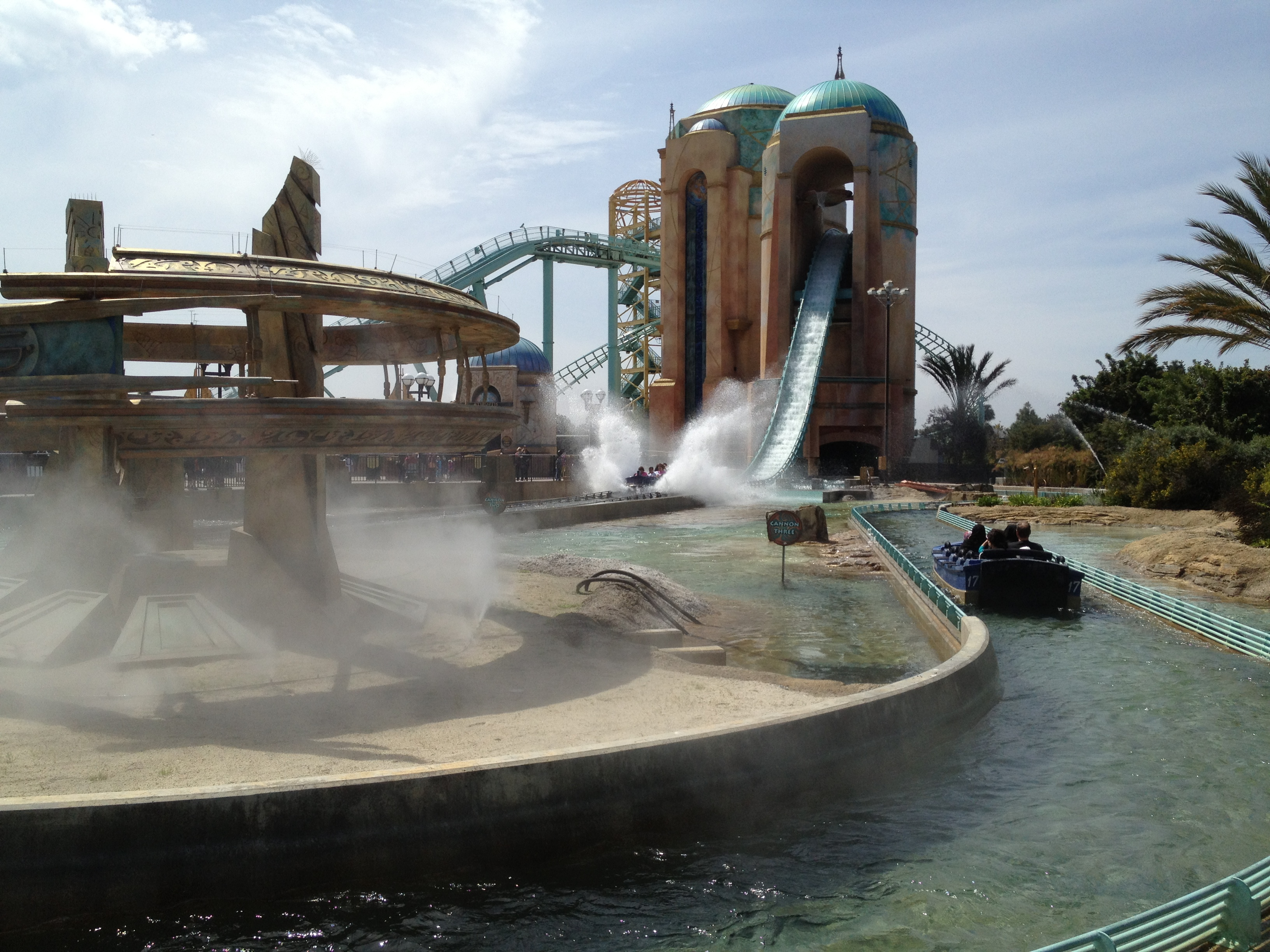
Journey to Atlantis in San Diego
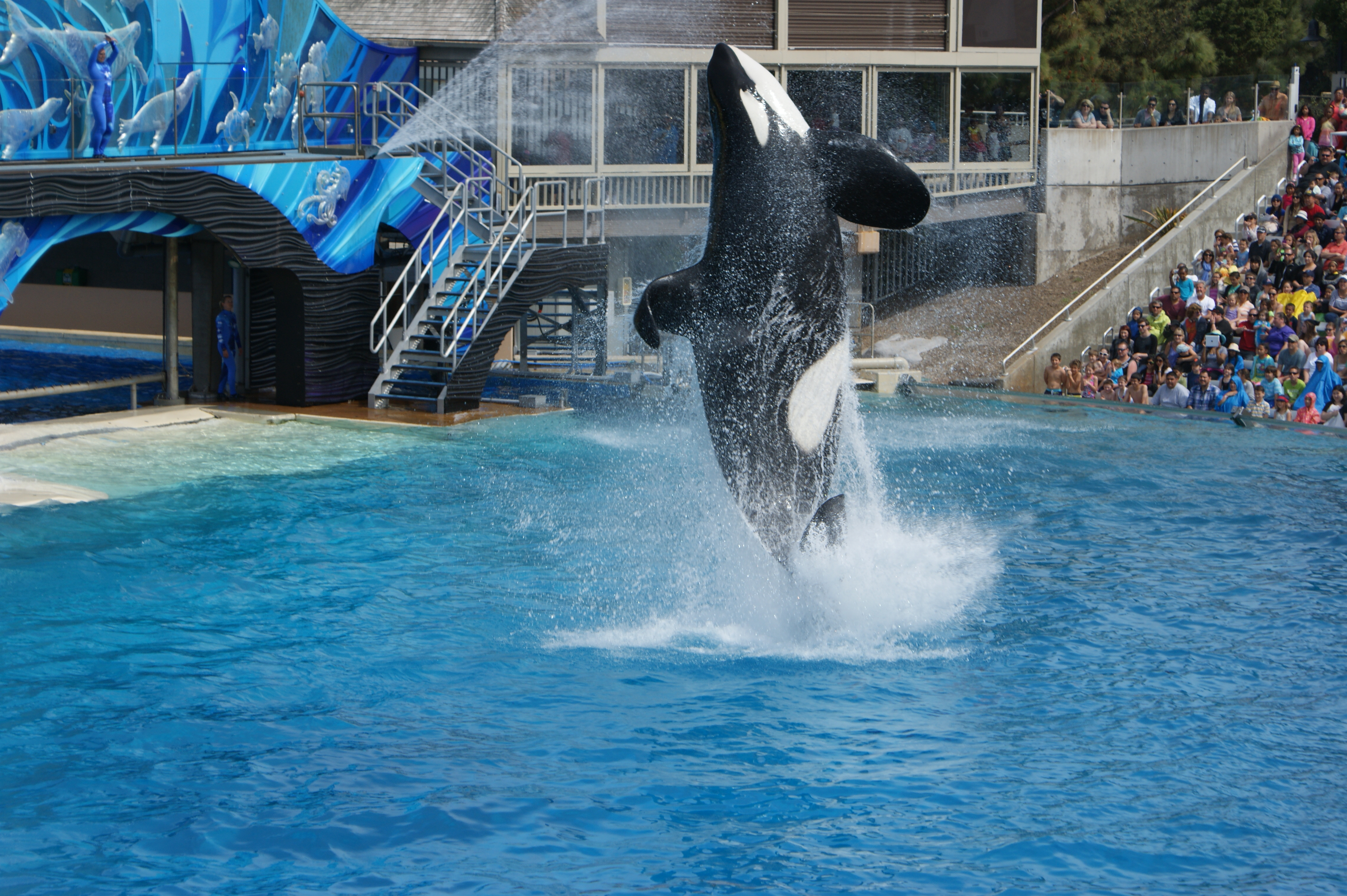
Schwertwalshow

## Kritik
SeaWorld steht besonders bei Tierschützern immer wieder in der Kritik, Delfine und Orcas in Gefangenschaft zu halten und zu missbrauchen.
Diese Thematik wurde etwa von Richard O'Barrys oscarprämierten Doku-Drama Die Bucht aufgegriffen, in dem die Delfinjagd im japanischen Taiji aufgedeckt wird, bei der ausgewählte Tiere auch gefangen und dann weltweit an Delfinarien verkauft werden. Auf diese Fänge geht jedoch kein Delfin SeaWorlds zurück.
Weiterer Kritik sah sich SeaWorld ausgesetzt, als der Dokumentarfilm Blackfish veröffentlicht wurde, die die Attacken der Orcas auf ihre Trainer und die Haltungsbedingungen der Tiere darstellt. In SeaWorld-Parks sind demnach bis zu 70 Mitarbeiter von Tieren verletzt oder getötet worden. SeaWorld verharmloste diese Vorfälle als bedauerliche Unfälle und gab teilweise den getöteten Trainern die Schuld.
Im Jahr 2011 schleuste Seaworld einen Agent Provocateur bei der Tierschutzorganisation PETA ein, um zu Straftaten anzustiften. Im Februar 2016 gab Seaworld dieses Verhalten öffentlich zu und räumte gegenüber Investoren ein, Spione eingesetzt zu haben. In der Folge brach der Aktienkurs von Seaworld um 12 % ein. Firmenchef Joel Manby versprach, solche Praktiken künftig nicht mehr anzuwenden. Die Tierschutzorganisation kritisierte, dass der damals aufgeflogene Mitarbeiter immer noch im Unternehmen arbeite.